# Arthur Scherbius
Arthur Scherbius (født 30. oktober 1878, død 13. maj 1929) var en tysk elektronikingeniør der opfandt Enigma-maskinen. Han søgte patent i USA, og fik U.S. patent 1,657,411.
I 1918 startede han firmaet Scherbius & Ritter. Hans krypteringsmaskine var beregnet for firmaer der ville have sikker kommunikation. I 1929 døde han i en ulykke med en hestevogn.
Senere fandt Nazi-Tyskland ud af at benytte Enigma først ved Wehrmacht og Luftwaffe med en 3 hjulet version, og senere Kriegsmarine med en 4 hjulet version.